# Atride
Atrìde è il patronimico dei figli di Atreo: Agamennone e Menelao. Agamennone era maggiore di età e perciò era detto Atríde maggiore, mentre Menelao era l'Atríde minore. I due Atridi hanno un ruolo centrale nell'Iliade di Omero. Agamennone è il capo della spedizione dei Greci a Troia mentre Menelao è lo sposo di Elena la cui fuga con Pàride è la ragione della guerra.
In senso ampio, il termine "Atridi" si riferisce ai discendenti di Atreo, quindi anche ai discendenti di Agamennone e Menelao.

## Atreo
Atrèo è una figura mitologica greca, figlio di Pèlope e Ippodamia.
La vita di Atreo era stata costellata da lutti: Atreo, insieme a suo fratello Tieste, uccise il fratellastro Crisippo, attirandosi la maledizione paterna. La rivalità tra i fratelli nacque dalla contesa per il titolo regale e fu esasperata dall'adulterio di Aèrope, moglie di Atreo, col cognato. Divenuto finalmente re di Micene, Atreo prima bandì Tieste, poi, richiamatolo, si vendicò dell'adulterio facendo con l'inganno mangiare al fratello i tre figli da lui avuti con una ninfa.

## Agamennone
Agamennone era una delle più importanti figure mitologiche greca, figlio di Atreo e della regina Erope.

## Menelao
Menelao è una figura mitologica greca, figlio di Atreo e della regina Erope. Fu re di Sparta e marito di Elena.